# Ocheon-myeon
Ocheon-myeon (koreanska: 오천면) är en socken i Sydkorea.  Den ligger i kommunen Boryeong i provinsen Södra Chungcheong, i den centrala delen av landet, 140 km söder om huvudstaden Seoul.
Till socknen hör 83 öar med en total yta på 20,8 km², varav 15 är bebodda med totalt 2 993 invånare. Wonsando är den största ön. 